# Арманк (Њујорк)
Арманк (енгл. Armonk) насељено је место без административног статуса у америчкој савезној држави Њујорк.

## Демографија
По попису из 2010. године број становника је 4.330, што је 869 (25,1%) становника више него 2000. године.
| Група             | 2000.         | 2010.         |
| Белци             | 3.133 (90,5%) | 3.830 (88,5%) |
| Афроамериканци    | 21 (0,6%)     | 30 (0,7%)     |
| Азијати           | 144 (4,2%)    | 204 (4,7%)    |
| Хиспаноамериканци | 130 (3,8%)    | 219 (5,1%)    |
| Укупно            | 3.461         | 4.330         |